# 銅タンパク質
銅タンパク質(どうタンパクしつ)とは補欠分子族として銅イオンを含むタンパク質のことである。生体中においてCu+、Cu2+、Cu3+の3つの状態をとることができるとされる銅イオンは、電子伝達機能、酸素運搬機能、酸化還元反応の触媒機能など、生命の維持にとって重要な機能を担うのに適しており、銅タンパク質はバクテリアからヒトまで、生物界に広く存在する。
銅タンパク質に含まれる銅イオンは配位環境を反映した分光学的性質から下記のようにいくつかのタイプに分類される。
また、ひとつのタンパク質分子中に複数の銅イオンを含むものはマルチ銅タンパク質と呼ばれる。

## 分類

### タイプ1銅
タイプ1銅（タイプワンどう）は、基本的には、2つのヒスチジンと1つのシステインが平面的に強く配位し、また、軸位からメチオニンが弱く配位してゆがんだ四面体型構造をとっている。電子伝達タンパク質であるアズリンのように、グリシンの主鎖カルボニルが軸位から5つ目の配位子として存在し、三方両錐型構造に近くなっているものもある。これらの構造はCu2+とCu+のときで大きく変化せず、どちらの状態でも安定なことを示している。この特性のため、タイプ1銅は電子伝達機能に関与する。タイプ1銅を含むのほとんどの銅タンパク質はその溶液が濃い青色から緑色を呈するため、別名ブルー銅とも呼ばれる。これはタイプ1銅に配位するシステイン由来チオラート基から銅への電荷移動遷移によって、600nm付近の光をよく吸収するためである。またEPRスペクトルにおいては特徴的な小さい超微細結合を示す。タイプ1銅を含むものの、溶液が青色を呈さないタンパク質にはニトロソシアニンがある。ニトロソシアニンの銅中心には2つのヒスチジンと1つのシステイン、1つのグルタミン酸が配位している。タイプ1銅を含むタンパク質は一般にキュプレドキシンドメインと呼ばれる保存された三次構造をとる。キュプレドキシンドメインは8本のβストランド構造を持つグリークキーβバレルと呼ばれる構造によって特徴づけられる。
- タイプ1銅を含むタンパク質
  - アズリン、ステラシアニン、プラストシアニン、ラスティシアニン、シュードアズリン、ラッカーゼ、アスコルビン酸酸化酵素、銅含有亜硝酸還元酵素、など。

### タイプ2銅
タイプ2銅（タイプツーどう）はヒスチジンやチロシンといった窒素や酸素を含む配位子が正方平面型、または正方両錐型で配位した構造をとっている。このためタイプ1銅のような強い吸収を可視領域には持たないが、d-d遷移に由来する弱い吸収のため、溶液は薄い青色を呈する。EPRスペクトルでは銅の核スピン(I = 2/3)を反映した大きな超微細結合に由来する4本線を示す。また配位子由来の超超微細結合が観測されることもある。タイプ2銅は触媒機能を担うとされ、種々の酸化還元酵素に見られる。
- タイプ2銅を含むタンパク質
  - スーパーオキシドディスムターゼ、ガラクトース酸化酵素、ドーパミン-β-ヒドロキシラーゼ、銅アミン酸化酵素、ラッカーゼ、アスコルビン酸酸化酵素、銅含有亜硝酸還元酵素、など

### タイプ3銅
タイプ3銅（タイプスリーどう）は複核構造であり、どちらの銅にも3つのヒスチジンが配位している。銅中心同士が反強磁性的に相互作用し、スピンを打ち消すためにEPRシグナルは見られない。d-d遷移に由来する弱い吸収を可視部に持つ。タイプ3銅は酸素運搬や酸化反応の活性中心としての機能を担う。
- タイプ3銅を含むタンパク質
  - ヘモシアニン、チロシナーゼ、ラッカーゼ、アスコルビン酸酸化酵素、カテコール酸化酵素、セルロプラスミン、など

### CuA
CuA（カッパーエー）はタイプ3銅のように複核の銅中心である。タイプ1銅が2つ合わさったような構造をしており、両者の進化的な関連性が指摘されてきた。配位子はシステイン、メチオニン、主鎖カルボニルの酸素、そして2つの架橋システインである。各々の銅中心はゆがんだ四面体構造であり、銅間距離は2.6Å程度である。CuAはシトクロムcから電子を受け取る場であるとされている。CuAが含まれているタンパク質はこれまでに2種類しか知られていない。すなわち、シトクロムc酸化酵素と亜酸化窒素還元酵素である。

### CuB
CuB（カッパービー）はシトクロムc酸化酵素に含まれる。3つのヒスチジンが3角錐型で配位したタイプ2銅と似た構造をとっており、ヘムa3からおよそ5Å離れた位置に存在する。

### CuZ
CuZ(カッパーゼット)は亜酸化窒素還元酵素にのみ見られる特殊な銅中心である。その構造は長らく議論の的であったが、X線結晶構造解析により、活性型の構造が明らかになった。活性型の構造では4つの銅と2つの硫黄がクラスターを作っているとされる。また、4つの銅には計7つのヒスチジンが配位している。このCuZで亜酸化窒素の窒素への還元反応が行われる。